# Ankiliabo (Manja)
Pour les articles homonymes, voir Ankiliabo.
Ankiliabo est une commune urbaine malgache située dans la partie sud-ouest de la région du Menabe.